# Neottiella hetieri
Neottiella hetieri är en svampart som beskrevs av Boud. 1885. Neottiella hetieri ingår i släktet Neottiella och familjen Pyronemataceae.  Arten är reproducerande i Sverige. Inga underarter finns listade i Catalogue of Life.